# Oedipoda neelumensis
Oedipoda neelumensis är en insektsart som beskrevs av Mahmood, K. och Yousuf 1999. Oedipoda neelumensis ingår i släktet Oedipoda och familjen gräshoppor. Inga underarter finns listade i Catalogue of Life.